# Hierodula maculisternum
Hierodula maculisternum es una especie de mantis de la familia Mantidae.

## Distribución geográfica
Se encuentra en las islas Kai (Indonesia).